# Pseudauchenipterus
Pseudauchenipterus is een geslacht van straalvinnige vissen uit de familie van de houtmeervallen (Auchenipteridae).

## Soorten
- Pseudauchenipterus affinis (Steindachner, 1877)
- Pseudauchenipterus flavescens (Eigenmann & Eigenmann, 1888)
- Pseudauchenipterus jequitinhonhae (Steindachner, 1877)
- Pseudauchenipterus nodosus (Bloch, 1794)